# ジョルジオ・ペトロシアン
ゲヴォルグ・"ジョルジオ"・ペトロシアン（アルメニア語: Գևորգ Պետրոսյան, ラテン文字転写: Gevorg "Giorgio" Petrosyan、1985年12月10日 - ）は、アルメニア移民イタリア国籍の男性キックボクサー。アルメニア・ソビエト社会主義共和国エレバン出身。Fight1所属。K-1 WORLD MAX 2009・2010世界王者。GLORY世界ライト級スラムトーナメント2012優勝。現ISKAスーパーウェルター級K-1ルール王者。ONE Super Seriesキックボクシングフェザー級WORLD GP 2019優勝。
K-1史上唯一のK-1 MAX連覇、そしてGLORY、ONE Championshipでトーナメントを制覇するなど約10年間70kg級の世界トップに君臨し、キックボクシングのパウンド・フォー・パウンド最強と評された。「神の目」と称されるほど相手の攻撃を完璧に見切る防御技術の高さと頭脳的な戦いで相手を完封する闘いぶりから「ザ・ドクター」の異名を持つ。

## 来歴
アルメニア・ソビエト社会主義共和国（現:アルメニア共和国）のエレバンに生まれ、13歳のときにイタリアに移住し、ブルース・リーとジャン＝クロード・ヴァン・ダムの映画を見て14歳からムエタイを習い始め、16歳の時に初めて試合に出場した。
2006年4月1日、Italian Extreme IVでK-1ルールによる70kg以下の4人制ワンデイトーナメントに出場。1回戦でリチャード・バーンヒル（イングランド）を1RKOで下すと、続く決勝戦も、ロエル・リンク（オランダ）を1RKOで下して優勝した。
2006年6月10日、S1 Muay Thai Middle Europe tournamentでコンバットリーグムエタイ世界66.7kg級王者決定戦に出場。ベニート・コーペーン（オランダ）と対戦。1RKOで下し、自身初の世界王座を獲得した。
2006年8月5日、The Night of Superfightで、コンバットリーグ王座の防衛戦をジョニー・タンクレー（フランス）相手に行い、4RTKOで下し、初防衛に成功した。9月12日にポルデノーネでフランキー・ハーダーズ（イングランド）を相手に防衛戦を行い、ハーダーズを2RKOで仕留め、2度目の防衛に成功した。
2006年11月19日、オランダで行われたRings Kickboxing Galaでコンバットリーグ王座の防衛戦を行い、イムロ・メイン（スリナム）を5R終了判定で下し、3度目の防衛に成功。試合後に、デザインが新しくなった同王座のチャンピオンベルトをピーター・アーツから授与された。
2006年12月2日、Janus Fight Night 2006 72kg トーナメントの決勝でマルコ・ピケに勝利し優勝。
2007年1月23日に、タイのルンピニー・スタジアムでノンタナン・ポー・プラムック（タイ）と対戦し、ダウンを奪うが5R判定負けを喫した。なお、この試合の勝者には30万バーツの賞金が授与された。

### K-1参戦
2007年4月14日、イタリア・ミラノで行われたK-1 Italy Grand Prix 2007 in Milanにてアースラン・マゴメドフに判定勝ち。
2007年5月17日、K-1 Scandinavia GP 2007にてブアカーオ・ポー.プラムックとドロー。
2007年11月24日、Janus Fight Night 2007 72kg トーナメントの決勝でマルコ・ピケに勝利し優勝。
2008年11月29日、IT'S SHOWTIMEでウォーレン・スティーブルマンズに判定勝ち。
2009年1月31日、イタリアのトリノで行われたCANPIONATO MONDIAL THAI BOXE ＆ K-1 RULESのWKNキックボクシングオリエンタル・インターコンチネンタルウェルター級王者決定戦に出場。デビット・ジャバキア（グルジア）と対戦。左ミドルキックで1RKO勝ちし、王座を獲得した。元々、この試合は、ユーリー・バラシャ（ベラルーシ）の持つWKNムエタイ世界スーパーライト級（66.7kg）に挑戦する予定だったが、事前に変更された。
2009年3月14日、地元イタリアで開催されたIT'S SHOWTIMEでアンディ・サワーと対戦。下がりながらカウンター狙いの戦いをし、被弾こそ少なかったものの、手数が少ないと見られドロー、しかし延長Rにダウン気味のスリップを奪い判定勝ちを収めた。

#### K-1 WORLD MAX優勝
2009年4月21日、日本での初試合となったK-1 WORLD MAX 2009 FINAL16のトーナメント1回戦でジャバル"チンギスハン"アスケロフと対戦し、一度のクリーンヒットも貰わず3Rに左膝蹴りでKO勝ちを収め準々決勝に進出した。
2009年7月13日、K-1 WORLD MAX 2009 FINAL8の準々決勝でアルバート・クラウスと対戦し、判定勝ちを収め準決勝に進出した。
2009年10月26日、K-1 WORLD MAX 2009 FINALの準決勝で山本優弥を相手に、1R左ストレートからの右フックでKO勝ち。なおこの試合で右手甲を骨折するもドクターストップを回避するために隠していたと後に判明。骨折した状態での決勝ではアンディ・サワーと対戦。前回の対戦と違い、自ら前に攻めるスタイルで戦い、2Rに左ストレートからの左膝蹴りでダウンを奪い、判定勝ちを収め、K-1 WORLD MAX初優勝を果たすとともにDynamite!! 〜勇気のチカラ2009〜での魔裟斗引退試合の相手に決定した。しかし大会翌日の精密検査で右拳（右第二中手骨骨間部）を骨折していると診断を受け、魔裟斗との対戦は実現しなかった。
2010年3月13日、イタリアで開催されたIT'S SHOWTIME OKTAGONで最強のタイ人といわれていたケム・シッソーンピーノーンと対戦。1R中盤に右ストレートを被弾したのみで、離れた間合いからのミドルキックや相手の蹴り終わりを狙ったローキック、さらには蹴り足を掴んでの攻撃などムエタイ的な攻防でもペトロシアンが圧倒し、判定勝ち。後日、試合前から練習中に右手甲の骨折が再発していたことが判明した。
2010年3月27日にK-1 WORLD MAX 2010 〜-70kg Japan Tournament〜で佐藤嘉洋との対戦と、5月29日にIt's Showtimeでニキー・ホルツケンとの対戦が予定されていたが、右手甲の骨折のためこの2試合を欠場した。

#### K-1 WORLD MAX連覇
2010年10月3日、K-1 WORLD MAX 2010 FINAL16のトーナメント1回戦でヴィタリ・ウルコフと対戦し、3-0の判定勝ちを収め準々決勝に進出した。
2010年11月8日、K-1 WORLD MAX 2010 FINALのトーナメント準々決勝でアルバート・クラウス、準決勝でマイク・ザンビディス、決勝で佐藤嘉洋に勝利を収め、K-1 WORLD MAX史上初となる連覇を成し遂げた。しかし再び右手を負傷して2010年12月11日にIt’s Showtimeで対戦が予定されていたパジョンスック・スーパープロ・サムイとの試合を欠場した。
2011年7月18日、REBELS.8 & IT’S SHOWTIME JAPAN countdown-1で日菜太と対戦し、判定勝ちを収めるも、再び右手を負傷して手術を受け、9月25日に出場を予定していたIt's Showtimeの70kg級トーナメント「Fast & Furious 70kg MAX 2011」を欠場した。

### GLORY
2012年5月26日、GLORY初出場となったGlory 1: Stockholmで開催された70kg Slam Tournamentの1回戦でファビオ・ピンカに勝利。11月3日の準々決勝でカイ・ホーレンバック、準決勝でダビッド・キリア、決勝でロビン・ファン・ロスマレンに勝利してトーナメント優勝を果たし、優勝賞金30万ドルを獲得した。
2013年11月23日、Glory 12: New Yorkでアンディ・リスティと対戦。3Rに左フックでダウンを奪われKO負け。約7年ぶりの敗戦で、プロキャリア初のKO負けとなった。

### Bellator Kickboxing
2016年12月10日、Bellator初出場となったBellator Kickboxing 4でジョーダン・ワトソンと対戦し、TKO勝ち。
2018年7月14日、Bellator Kickboxing 10にて第2代K-1 WORLD GPスーパーウェルター級王者チンギス・アラゾフと対戦。当初この試合は初代Bellator Kickboxing世界ライト級王者決定戦として行われる予定だったが、この試合の対戦が決定した後にペトロシアンがONE Championshipと独占契約を結び、Bellator離脱が確定したため、試合直前にノンタイトル戦に変更された。試合はダウンを奪い、3-0の判定勝ち。

### ONE Championship
2019年5月17日、ONE Championship 94: Enter the Dragonで開催されたキックボクシング・フェザー級ワールドグランプリの1回戦でペットモラコット・ペッティンディーアカデミーと対戦し、1-2の判定負けを喫するも、ペットモラコットの首相撲の反則をレフェリーが適切に裁定していなかったとしてノーコンテストに変更された。
2019年7月12日、ONE Championship 96: Masters of Destinyで改めて組まれた試合でペットモラコット・ペッティンディーアカデミーと再戦し、判定勝ちを収めフェザー級ワールドグランプリの準決勝へ進出した。
2019年8月16日、ONE Championship 98: Dreams of Goldのフェザー級ワールドグランプリ準決勝でジョー・ナタウットと対戦し、KO勝ちを収め決勝へ進出した。
2019年10月13日、ONE Championship 100: Centuryのフェザー級ワールドグランプリ決勝でサミー・サナと対戦し、判定勝ちを収めトーナメント優勝を果たすと共に優勝賞金100万ドル（約1億1000万円）を獲得した。
2021年10月15日、One Championship: First Strikeで行われた初代ONE Championshipキックボクシング世界フェザー級王座決定戦でスーパーボンと対戦。2Rに右ハイキックでKO負け。約8年ぶりの黒星となった。

## 私生活
家族とともにアルメニアからイタリアに移住してきて以来、北イタリアのゴリツィアに在住。この町は自身の運命を決定付けた人物といわれるムエタイジム経営者のアルフィオ・ロマヌットとの出会いの地であった。実弟のアルメン・ペトロシアンもキックボクサーである。

## 戦績
| キックボクシング 戦績 | キックボクシング 戦績 | キックボクシング 戦績 | キックボクシング 戦績 | キックボクシング 戦績 | キックボクシング 戦績 | キックボクシング 戦績 |
| --------------------- | --------------------- | --------------------- | --------------------- | --------------------- | --------------------- | --------------------- |
| 112 試合              | (T)KO                 | 判定                  | その他                | 引き分け              | 無効試合              |                       |
| 106 勝                | 42                    |                       |                       | 2                     | 2                     |                       |
| 3 敗                  | 2                     | 1                     | 0                     | 2                     | 2                     |                       |

| 勝敗 | 対戦相手                                     | 試合結果                                    | 大会名 | 開催年月日     |
| ○    | セルジオ・サンチェス                         | 3分5R終了 判定3-0                           | PetrosyanMania: Gold Edition                                                                                 | 2024年5月18日  |
| ○    | ファティ・アイディン                         | 2R TKO (レフェリーストップ)                 | PetrosyanMania: Gold Edition                                                                                 | 2022年4月30日  |
| ×    | スーパーボン                                 | 2R 0:21 KO (右ハイキック)                   | ONE Championship: First Strike 【初代ONE Championshipキックボクシング世界フェザー級王座決定戦】              | 2021年10月15日 |
| ○    | ダビッド・キリア                             | 3R終了 判定3-0                              | ONE Championship: Fists Of Fury                                                                              | 2021年2月26日  |
| ○    | ガエタン・ダンボ                             | 5R終了 判定3-0                              | Petrosyanmania: Gold Edition                                                                                 | 2020年2月1日   |
| ○    | サミー・サナ                                 | 3R終了 判定3-0                              | ONE Championship 100: Century 【ONE Super Seriesキックボクシング・フェザー級WORLD GP 2019決勝】              | 2019年10月13日 |
| ○    | ジョー・ナタウット                           | 1R 2:44 KO（左ストレート）                  | ONE Championship 98: Dreams of Gold 【ONE Super Seriesキックボクシング・フェザー級WORLD GP 2019準決勝】      | 2019年8月16日  |
| ○    | ペットモラコット・ペッティンディーアカデミー | 3R終了 判定3-0                              | ONE Championship 96: Masters of Destiny 【ONE Super Seriesキックボクシング・フェザー級WORLD GP 2019 一回戦】 | 2019年7月12日  |
| －   | ペットモラコット・ペッティンディーアカデミー | ノーコンテスト                              | ONE Championship 94: Enter the Dragon 【ONE Super Seriesキックボクシング・フェザー級WORLD GP 2019 一回戦】   | 2019年5月17日  |
| ○    | 為房厚志                                     | 1R 2:40 TKO                                 | Petrosyan Mania                                                                                              | 2019年2月16日  |
| ○    | ソーグラー・ペッティンディーアカデミー       | 3R終了 判定3-0                              | ONE Championship 83: Heart Of Lion                                                                           | 2018年11月9日  |
| ○    | チンギス・アラゾフ                           | 5R終了 判定3-0                              | Bellator Kickboxing 10                                                                                       | 2018年7月14日  |
| ○    | ジョー・ナタウット                           | 3R終了 判定3-0                              | ONE Championship 71: Heroes of Honor                                                                         | 2018年4月20日  |
| ○    | クリス・ナギンビ                             | 5R終了 判定3-0                              | Petrosyan Mania 【ISKAスーパーウェルター級K-1ルール王座決定戦】                                              | 2017年10月14日 |
| ○    | Amansio Paraschiv                            | 3R終了 判定3-0                              | Bellator Kickboxing 5 at Bellator 176                                                                        | 2017年4月8日   |
| ○    | Artem Pashporin                              | 5R終了 判定3-0                              | W5 Grand Prix KITEK XXXIX 【英雄伝説世界70kg級タイトルマッチ】                                               | 2017年2月18日  |
| ○    | ジョーダン・ワトソン                         | 3R 0:52 TKO                                 | Bellator Kickboxing 4 at Bellator 168                                                                        | 2016年12月10日 |
| ○    | Ravy Brunow                                  | 3R終了 判定3-0                              | Oktagon 2016: Turin                                                                                          | 2016年4月16日  |
| ○    | Jiao Fukai                                   | 3R終了 TKO                                  | Wu Lin Feng                                                                                                  | 2016年1月23日  |
| ○    | Josh Jauncey                                 | 3R終了 判定3-0                              | Glory 25: Milan                                                                                              | 2015年11月6日  |
| ○    | Xu Yan                                       | 3R 1:17 KO                                  | Hero Legends 【W5世界71kg級タイトルマッチ】                                                                  | 2015年8月28日  |
| ○    | Enriko Kehl                                  | 3R終了 判定2-0                              | Oktagon 2015: 20 Years Edition                                                                               | 2015年4月11日  |
| ○    | Erkan Varol                                  | 3R終了 判定3-0                              | Thai Boxe Mania 2015                                                                                         | 2015年1月24日  |
| ×    | アンディ・リスティ                           | 3R 0:23 KO（左フック）                      | GLORY 12 | 2013年11月23日 |
| ○    | ハフィド・エル・ブスタティ                   | 3R終了 判定3-0                              | GLORY 7 MILAN                                                                                                | 2013年4月20日  |
| ○    | オーレ・ローセン                             | 1R KO（左ハイキック）                       | Gotti Promotions                                                                                             | 2013年3月2日   |
| ○    | ロビン・ファン・ロスマレン                   | 3R終了 判定                                 | GLORY 3 ROME GLORY WORLD SERIES 2012 70kg Slam Tournament FINAL 8 【決勝】                                   | 2012年11月3日  |
| ○    | ダビッド・キリア                             | 3R終了 判定                                 | GLORY 3 ROME GLORY WORLD SERIES 2012 70kg Slam Tournament FINAL 8 【準決勝】                                 | 2012年11月3日  |
| ○    | カイ・ホーレンバック                         | 2R 0:30 KO                                  | GLORY 3 ROME GLORY WORLD SERIES 2012 70kg Slam Tournament FINAL 8 【準々決勝】                               | 2012年11月3日  |
| ○    | ファビオ・ピンカ                             | 3R終了 判定3-0                              | GLORY 1 STOCKHOLM GLORY WORLD SERIES 2012 70kg Slam Tournament FIRST 16 【1回戦】                            | 2012年5月26日  |
| ○    | アルトゥール・キシェンコ                     | 3R終了 判定3-0                              | Fight Code                                                                                                   | 2012年3月24日  |
| ○    | アブラハム・ロクエニ                         | 3R終了 判定3-0                              | YOKKAO EXTREME 2012                                                                                          | 2012年1月21日  |
| ○    | ゼベン・ディアス                             | 3R終了 判定3-2                              | IT'S SHOWTIME                                                                                                | 2011年11月12日 |
| ○    | 日菜太                                       | 3R終了 判定5-0                              | REBELS.8 & IT’S SHOWTIME JAPAN countdown-1                                                                   | 2011年7月18日  |
| －   | シャイド・オラド・エルハッジ                 | ノーコンテスト（ローブロー）                | IT'S SHOWTIME                                                                                                | 2011年5月14日  |
| ○    | コスモ・アレキサンドラ                       | 3R終了 判定3-0                              | Fight Code: Dragon Series Round 2                                                                            | 2011年3月12日  |
| ○    | スッサコーン・ソー・クリンミー               | 3R終了 判定3-0                              | THAI BOXE MANIA                                                                                              | 2011年1月29日  |
| ○    | 佐藤嘉洋                                     | 3R終了 判定3-0                              | K-1 WORLD MAX 2010 -70kg World Championship Tournament FINAL 【決勝】                                        | 2010年11月8日  |
| ○    | マイク・ザンビディス                         | 3R終了 判定3-0                              | K-1 WORLD MAX 2010 -70kg World Championship Tournament FINAL 【準決勝】                                      | 2010年11月8日  |
| ○    | アルバート・クラウス                         | 3R終了 判定3-0                              | K-1 WORLD MAX 2010 -70kg World Championship Tournament FINAL 【準々決勝】                                    | 2010年11月8日  |
| ○    | ヴィタリ・ウルコフ                           | 3R終了 判定3-0                              | K-1 WORLD MAX 2010 IN SEOUL -70kg World Championship Tournament FINAL16 【1回戦】                            | 2010年10月3日  |
| ○    | ケム・シッソーンピーノーン                   | 3R終了 判定                                 | It's Showtime 2010                                                                                           | 2010年3月13日  |
| ○    | モハメド・ディアビ                           | 2R 2:35 TKO（タオル投入）                   | Campionato Mondiale Thai Boxe                                                                                | 2010年1月30日  |
| ○    | アンディ・サワー                             | 3R終了 判定3-0                              | K-1 WORLD MAX 2009 World Championship Tournament FINAL 【決勝】                                              | 2009年10月26日 |
| ○    | 山本優弥                                     | 1R 2:09 KO（左ストレート→右フック）         | K-1 WORLD MAX 2009 World Championship Tournament FINAL 【準決勝】                                            | 2009年10月26日 |
| ○    | アルバート・クラウス                         | 3R終了 判定3-0                              | K-1 WORLD MAX 2009 World Championship Tournament FINAL8 【準々決勝】                                         | 2009年7月13日  |
| ○    | ファディル・シャバリ                         | 3R終了 判定3-0                              | IT'S SHOWTIME                                                                                                | 2009年5月16日  |
| ○    | ジャバル"チンギスハン"アスケロフ             | 3R 0:49 TKO（レフェリーストップ：左膝蹴り） | K-1 WORLD MAX 2009 World Championship Tournament FINAL16 【1回戦】                                           | 2009年4月21日  |
| ○    | アンディ・サワー                             | 3R+延長R終了 判定3-0                        | Oktagon presents: It's Showtime 2009                                                                         | 2009年3月14日  |
| ○    | デビット・ジャバキア                         | 1R 1:44 KO（左ミドルキック）                | Campionato Mondiale Thai Boxe                                                                                | 2009年1月31日  |
| ○    | ウォーレン・スティーブルマンズ               | 3R終了 判定3-0                              | IT'S SHOWTIME                                                                                                | 2008年11月29日 |
| ○    | ナルポン・フェアテックス                     | 5R終了 判定                                 | Janus Fight Night "The Legend"                                                                               | 2008年11月8日  |
| ○    | ラフィック・バッコウリ                       | 3R 2:17 KO（右フック）                      | Thai Boxe Abano GP 2008                                                                                      | 2008年6月28日  |
| ○    | カグリ・エルミス                             | 5R終了 判定                                 | Gentleman Promotions Fightnight                                                                              | 2008年5月24日  |
| ○    | クリス・ナギンビ                             | 3R終了 判定                                 | IT'S SHOWTIME（K-1 WORLD GP 2008 IN AMSTERDAM）                                                              | 2008年4月26日  |
| ○    | マイケル・コーラ                             | 4R KO                                       | K-1 Oktagon 2008                                                                                             | 2008年4月12日  |
| ○    | ルイス・レイス                               | 3R終了 判定                                 | IT'S SHOWTIME Finale Trophy Max 75 【スーパーファイト】                                                      | 2008年3月15日  |
| ○    | マルコ・ピケ                                 | 3R終了 判定                                 | Janus Fight Night 2007 【決勝】                                                                              | 2007年11月24日 |
| ○    | アブダラ・マーベル                           | 3R終了 判定                                 | Janus Fight Night 2007 【準決勝】                                                                            | 2007年11月24日 |
| ○    | ホセ・レイス                                 | 3R終了 判定                                 | Janus Fight Night 2007 【1回戦】                                                                             | 2007年11月24日 |
| ○    | ベロウズ・ラスタガー                         | 1R KO                                       | Battle of Arnhem 6                                                                                           | 2007年10月13日 |
| ○    | アブダラ・マーベル                           | 5R TKO                                      | Serata Muaythai Gala                                                                                         | 2007年7月27日  |
| ○    | アブダラ・マーベル                           | 3R終了 判定                                 | Muay Thai Event in Padova                                                                                    | 2007年5月26日  |
| △    | ブアカーオ・ポー.プラムック                  | 5R終了 判定ドロー                           | K-1 Scandinavia 2007 【WMC世界ジュニアミドル級タイトルマッチ】                                               | 2007年5月19日  |
| ○    | アースラン・マゴメドフ                       | 5R終了 判定                                 | K-1 Italy GP 2007 in Milan                                                                                   | 2007年4月14日  |
| ○    | サディオ・チソッコ                           | 3R TKO                                      | King of Kings                                                                                                | 2007年3月17日  |
| ×    | ノンタナン・ポー.プラムック                  | 5R終了 判定                                 | Lumpinee Stadium                                                                                             | 2007年1月23日  |
| ○    | マルコ・ピケ                                 | 3R終了 判定                                 | Janus Fight Night 2006 【決勝】                                                                              | 2006年12月2日  |
| ○    | フラーネ・ラドニッチ                         | 1R TKO 2:32                                 | Janus Fight Night 2006 【準決勝】                                                                            | 2006年12月2日  |
| ○    | セドリック・ミュラー                         | 3R終了 判定                                 | Janus Fight Night 2006 【1回戦】                                                                             | 2006年12月2日  |
| ○    | イムロ・メイン                               | 5R終了 判定                                 | Rings Kickboxing Gala 【KLムエタイ世界66.7kg級タイトルマッチ】                                               | 2006年11月19日 |
| ○    | フランキー・ハーダーズ                       | 2R KO                                       | Kombat League 【KLムエタイ世界66.7kg級タイトルマッチ】                                                       | 2006年9月12日  |
| ○    | ジョニー・タンクレー                         | 4R TKO                                      | The Night of Superfight 【KLムエタイ世界66.7kg級タイトルマッチ】                                             | 2006年8月5日   |
| ○    | ベニート・コーペーン                         | 1R KO 2:46                                  | S-1 Muay Thai Middle Europe tournament 【KLムエタイ世界66.7kg級王者決定戦】                                  | 2006年6月10日  |
| ○    | ロエル・リンク                               | 1R TKO 1:11                                 | Italian Extreme IV tournament 【決勝】                                                                       | 2006年4月1日   |
| ○    | リチャード・バーンヒル                       | 1R KO 1:45                                  | Italian Extreme IV tournament 【1回戦】                                                                      | 2006年4月1日   |
| ○    | ペック                                       | 3R KO 0:13                                  | Phetch Buncha Samui Stadium                                                                                  | 2006年2月      |
| ○    | ムハメッド・ボークヒス                       | 5R終了 判定                                 | The Night of Superfights III                                                                                 | 2006年1月14日  |
| ○    | テリック・ベンフキ                           | 2R TKO（レフェリーストップ）                | The Night of Superfights II                                                                                  | 2005年10月22日 |
| ○    | オリバー・チェック                           | 2R TKO（レフェリーストップ）                | 【WMCインターコンチネンタルウェルター級タイトルマッチ】                                                      | 2005年6月25日  |
| ○    | ガエタン・ファール                           | 4R TKO                                      | Muaythai Mondiale A Trieste                                                                                  | 2005年4月30日  |
| △    | ピンシンチェー                               | 5R終了 判定ドロー                           | Bologna Fight Night                                                                                          | 2005年4月10日  |
| ○    | シェムシ・ベキリ                             | 4R TKO                                      | European MTA Muaythai title                                                                                  | 2005年2月26日  |
| ○    | アニス・ケーボーイ                           | 2R TKO                                      | Muaythai France vs Italy                                                                                     | 2004年7月17日  |
| ○    | テーヴェン・レック                           | 5R終了 判定                                 | Thailand vs Europa                                                                                           | 2004年         |
| ○    | ジャーボー・ジアネータ                       | 3R KO                                       | Thaiboxing in Trieste                                                                                        | 2003年11月9日  |
| ○    | パトリック・カータ                           | 1R KO                                       | Thaiboxing Gala in Mestre                                                                                    | 2003年6月      |
| ○    | リッカード・キューメーニ                     | 5R終了 判定                                 | La BangKok Italiana                                                                                          | 2003年4月      |
| ○    | ミケール・ラレマンド                         | 2R TKO                                      | | 2003年         |

## 獲得タイトル
- MTAヨーロッパ王座
- Italian Extreme IV tournament 優勝（2006年4月1日）
- Janus Fight Night 2006 tournament 優勝（2006年12月2日）
- Janus Fight Night 2007 tournament 優勝（2007年11月24日）
- WMCインターコンチネンタルウェルター級王座（0度防衛）
- KLムエタイ世界66.7kg級王座（3度防衛）
- WKN キックボクシングオリエンタル インターコンチネンタルウェルター級王座（0度防衛）
- K-1 WORLD MAX 2009 World Championship Tournament 優勝（2009年10月26日）
- K-1 WORLD MAX 2010 -70kg World Championship Tournament 優勝（2010年11月8日）
- GLORY世界ライト級スラムトーナメント 2012 優勝（2012年11月3日）
- 英雄伝説 世界70kg級王座（2015年）
- ISKAスーパーウェルター級K-1ルール王座（2017年）
- ONE Super Seriesキックボクシング・フェザー級WORLD GP 2019 優勝